# Laurent Schlittler
Laurent Schlittler, né le 26 juillet 1966 à Londres, est un écrivain suisse de langue française. Il vit et travaille à Lausanne.

## Biographie
Laurent Schlittler, titulaire d'un Master en Lettres à l’Université de Genève, est enseignant et journaliste de formation. 
Etudiant en littératures française et espagnole et en sociologie, Laurent Schlittler commence à publier divers textes dans les revues Archipel, Écriture et Les Acariens. 
En 2004, de retour d'un séjour de deux ans au Québec, Laurent Schlittler fonde la maison d'édition Navarino  , du nom d'un café du quartier du Mile End à Montréal; il y publie une dizaine d'ouvrages d'auteurs suisses romands (Flynn Maria Bergmann), (Rodolphe Petit), (Philippe Testa), français (Sophie Horvath), québécois (David Fitoussi) et libanais (Diala Gemayel, Béatrice Khater). 
Dans ce cadre, en 2010, le roman Sonny de Philippe Testa obtient le prix du roman des Romands. 
En 2004, paraît On est pas des guignols , premier roman de Laurent Schlittler, aux éditions Navarino. 
En 2010, paraît son second roman, Séjour à la nuit , aux Éditions de l'Aire.
En 2013, Laurent Schlittler crée The LP Company, avec Patrick Claudet; cette entité élabore le projet transversal The LP Collection, les trésors cachés de la musique underground. Basé sur le texte de fiction et la photographie, ce projet a plusieurs prolongements artistiques toujours en cours .
En 2014, Laurent Schlittler et Patrick Claudet publient le livre The LP Collection, les trésors cachés de la musique underground aux éditions Le Mot et le Reste (Marseille) .
En 2015, ils réalisent l'exposition photographique The LP Company, trésors cachés de la musique underground, présentée aux Rencontres de la photographie d'Arles .
Au sein de The LP Company, Laurent Schlittler et Patrick Claudet présentent des performances sur scène, notamment au Palais de Tokyo (Paris) , au Lieu Unique (Nantes) , à l'Institut suisse de Rome , au Montreux Jazz Festival, au Musée de l'Elysée (Lausanne)  ou encore à Station Beirut (Beyrouth). Ces performances sont parfois accompagnées de prestations de musiciens en live, comme Charbel Haber (Scrambled Eggs), Ray Wilko, Fauve, Peter Kernel, Sinner DC, Ventura, Nut Nut .
En lien avec le projet, deux disques format LP sont publiés. Il s'agit de l'album A Tribute to Scotty Pone's Fiumicino  sur le label italien Cappuccino Records avec la participation de onze groupes de la ville de Livourne (Italie) et de A Tribute To Elysium   sur le label suisse Two Gentlemen, avec la participation de musiciens comme Rodolphe Burger, Peter Kernel, Nicolas Nadar, Anna Aaron.
The LP Company a reçu le Premio Ciampi l'Altrarte en 2014. 
En septembre 2021, paraît Un Samedi au club, troisième roman de Laurent Schlittler, aux éditions Hélice Hélas.

## Sources
- « Laurent Schlittler », sur la base de données des personnalités vaudoises sur la plateforme « Patrinum » de la Bibliothèque cantonale et universitaire de Lausanne.
- Navarino, on est pas des guignols
- Encre fraîche - Le Miel de l'Ours - Navarino